# Sport Klub
Sport Klub – środkowoeuropejski kanał sportowy, który rozpoczął nadawanie na Węgrzech w styczniu 2006 roku, nadający również w polskiej wersji językowej od 29 lipca 2006 roku. Kanał jest dostępny na Węgrzech, w Polsce, Rumunii, Serbii, Chorwacji, Słowenii, Bośni i Hercegowinie, Czarnogórze i Macedonii Północnej.

## Emisja
Dostępny jest w sieciach kablowych Play, Vectra, Multimedia Polska i Jambox, z satelity Thor (3.1° WEST) jako dosył dla kablówek. 6 grudnia 2013 został dołączony do oferty platformy Platforma Canal+, zaś jesienią 2024 roku – także w ofercie platformy Polsat Box. W dniu 1 kwietnia 2011 roku został wyłączony z oferty łódzkiej kablówki TOYA. 1 sierpnia 2011 roku kanał nadawany jest w formacie panoramicznym 16:9. Dnia 19 października 2006 rozpoczął nadawanie kanał Sport Klub+ będący uzupełnieniem oferty Sport Klub. Dnia 1 października 2012 Sport Klub+ został zastąpiony przez Fightklub także należący do  IKO Media Group. Operatorem obu kanałów w Polsce jest firma Media Production. Kanał nie posiada koncesji wydanej przez Krajową Radę Radiofonii i Telewizji i z terytorium Polski nadaje na podstawie koncesji i zezwoleń wydanych poza jej granicami (kanał działa na podstawie węgierskiej i rumuńskiej koncesji). Od 1 czerwca 2017 roku kanał dostępny jest w jakości HD.

## Dziennikarze
- Bilard : Grzegorz Kędzierski,  Emil Paliwoda, Marcin Krzemiński
- Boks: Jan Szczęsny, Konrad  Dąbrowski, Robert Małolepszy, Piotr Momot, Albert Sosnowski
- Dart: Krzysztof Kruk, Kacper Merk, Grzegorz Pajda
- Golf: Jacek Person, Kacper Merk
- Koszykówka: Jacek Łączyński, Wojciech Michałowicz, Piotr Szeleszczuk, Krzysztof Sendecki, Radosław Spiak, Jakub Ryś, Jakub Lipczik, Piotr Wesołowicz
- Judo: Tomasz Adamiec, Radosław Gielo, Krzysztof Wiłkomirski
- MMA: Jacek Adamczyk, Michał Stanisławski, Krzysztof Sendecki, Marcin Grzywacz
- Piłka nożna: Marcin Grzywacz, Bartłomiej Rabij, Julian Kowalski, Łukasz Wiśniowski, Jakub Polkowski, Tomasz Zieliński, Adam Kotleszka,
- Piłka ręczna: Kamil Gapiński, Krzysztof Kwiatek, Kacper Merk, Artur Kwiatkowski, Mateusz Juza
- Poker: Jakub Ryś, Krzysztof Kruk, Marcin Grzywacz
- Rugby: Robert Małolepszy
- Tenis: Marek Furjan, Piotr Momot
- Tenis stołowy: Radosław Gielo
- Wrestling: Jan Ciosek, Michał Stanisławski, Marcin Grzywacz
- Wyścigi samochodowe: Natalia Kowalska, Michał Olszak, Szymon Tworz
- Żeglarstwo: Magda Makowska, Radosław Spiak, Kacper Merk, Maciej Cylupa

## Oferta programowa

### Prawa transmisyjne

#### Piłka nożna
- Superleague Ellada[3]
- Prva slovenska nogometna liga[4]

#### Futsal
- Futsal Ekstraklasa[5]

#### Piłka ręczna
- Liga ASOBAL
- Bundesliga
- Liga SEHA

#### Koszykówka
- Liga ACB
- Basketbol Süper Ligi
- easycredit BBL
- EBLK

#### Siatkówka
- Lega Pallavolo Serie A

Dart
- Grand Slam of Darts
- World Matchplay
- Premier League Darts

#### Żeglarstwo
- 49er World Championships
- Puchar Świata
- SailGP(inne języki)

#### Poker
- European Poker Tour
- Big Game
- Premier League Poker

Bilard
- Bilardowa Ekstraklasa
- Mistrzostwa Polski
- World Pool Masters
- Mosconi Cup

Golf
- PGA Europro Tour

Sporty walki
- ONE FC

Boks
- Boxeo Primiera

Motorsport
- European Le Mans Series
- Nascar Xfinity Series
- Supercars

Tenis stołowy
- Polska SuperLiga Tenisa Stołowego

### Programy i magazyny
- AS Wywiadu – sztandarowy program Sportklubu, w którym Patryk Mirosławski przeprowadza wywiady ze znanymi osobami ze świata sportu, polityki, rozrywki i dziennikarstwa sportowego.
- Cwany Gapa – program Kamila Gapińskiego, utrzymywany nieco w konwencji AS Wywiadu
- Inside Grand Prix – program o najważniejszych seriach wyścigów samochodowych na świecie. Najnowsze informacje techniczne oraz raporty historyczne. Wywiady z kierowcami oraz osobami, które pracują za kulisami.
- Mobil 1 The Grid – magazyn poświęcony w całości sportom motorowym, najważniejszym wydarzeniom na torach wyścigowych. Formuła 1, NASCAR, Indy, DTM, BTCC, Porsche Carrera World Cup, Porsche Mobil oraz wiele innych. Wywiady z szefami zespołów technicznych i logistycznych najważniejszych teamów wyścigowych świata. Najciekawsze momenty najważniejszych wyścigów, sławni kierowcy i zespoły.
- Inside Sailing – magazyn ze świata żeglarstwa. Najbardziej prestiżowe zawody żeglarskie. Najlepsze relacje: Olympic Sailing, żeglarstwo, wyścigi morskie, kitesurfing.
- World Match Racing Tour – magazyn poświęcony World Match Racing Tour.
- World of Freesports – przegląd najświeższych i najbardziej spektakularnych wydarzeń w kalendarzu sportów ekstremalnych. Krótkie relacje z narciarstwa alpejskiego, snowboardu, ekstremalnych spływów kajakowych, występy BMX, freestyle kite surfing, pokazy freestyle motocross, skateboarding. Fascynujące happeningi, zapierające dech w piersiach surfowanie w zagranicznych rajach oraz dokumentalne relacje z życia sportowców.

## Dawniej w emisji

### Piłka nożna
- Primeira Liga
- Bundesliga
- Jupiler League
- Primera División
- Campeonato Brasileiro Série A
- Football League Championship
- Puchar Króla
- William Hill Scottish Cup

### Koszykówka
- Tauron Basket Liga Kobiet

Tenis
- ATP 250

### Wyścigi samochodowe
- GT Sprint International Series
- Formuła 3 Euro Series
- Volkswagen Scirocco R-Cup